# Tainska civilizacija
Ljudstvo Taino je bilo ena izmed prvih civilizacij predkolumbovske Amerike, ki so živeli na ozemlju današnjega Portorika, poseljevali pa so tudi Hispaniolo, vzhodni predel Kube in del Jamajke. Veljajo za potomce prvotnih prebivalcev Venezuele, imenovanih Arawak. Njihov  pisni jezik je temeljil na piktogramskih in logogramskih slikah, imenovanih petroglifi ali v kamen vpraskane ali vklesane podobe, medtem ko so kot sredstvo sporazumevanja uporabljali jezik Arawak. Domorodno prebivalstvo je v veliki večini živelo v skupnostih, njihova značilnost  pa je bila poligamija.

## Izvor
Teorija o izvoru ljudstva Taino zaenkrat še ni potrjena, zato obstajajo številne teze o njihovih koreninah. Jezikovni dokazi, ki so se ohranili v nekaterih slovnicah namreč zelo nazorno nakazujejo podobnost jezika ljudstva Taino, z jezikom Arawak, iz Južne Amerike, natančneje Venezuele. Na podlagi tega se mnogi strinjajo, da ima to ljudstvo svoje korenine zasidrane prav na ozemlju Venezuele, okoli območja reke Orinoko, ki  tako velja za kraj njihovega izvora. Kljub temu pa ostajajo nekateri posamezniki, ki trdijo, da bi staroselci lahko bili potomci majevske civilizacije, ki je živela na območju polotoka Jukatana, Gvatemale in drugih sosednjih regij. Svoje prepričanje utemeljujejo glede na podobnosti, ki se kažejo v nekaterih običajih, navadah, simbolih in prepričanjih. Tudi sveta knjiga majevske civilizacije, imenovana Popol Vuh, nakazuje številne podobnosti med običaji tainske in majevske civilizacije, vendar je kljub temu verjetnost o skupnem izvoru majhna.

## Geografsko nahajanje
Pred prihodom Evropejcev so Indijanci Taino poseljevali  Bahame, Velike Antile in sever Malih Antilov. Večina jih je zasedalo velik predel otokov Portorika in Hispaniolo, prav tako pa so poseljevali tudi vzhodni predel Kube in del Jamajke.

## Zgodovinsko ozadje
12. oktobra 1492 so Španci, pod vodstvo odprave Krištofa Kolumba, prvič v zgodovini dosegli kopno ameriške celine, v  prepričanju da so prišli v Azijo. Španci so želeli priti tja, v upanju, da bodo našli zlato in obogateli. Ker pa so na vzhodu njihovo pot ovirali Turki, so se odločili za potovanje v nasprotni smeri in tako naleteli na novo celino, Ameriko. Krištof Kolumb je 12.oktobra 1492 prvič stopil na ozemlje, Evropejcem neznanega sveta, na otok Guanahani v Bahamih. Tam je potekalo tudi prvo srečanje dveh kultur; Evropejcev in ljudstva Taino. Njihovo srečanje je bilo sprva miroljubno, kajti staroselci so verjeli, da so Evropejci bogovi, vendar pa so to teorijo kmalu ovrgli.
Ljudstvo Taino je odpravo Krištofa Kolumba, kljub prvotni negotovosti in strahu, sprva sprejelo gostoljubno, kar pa so Španci kmalu začeli izkoriščevati. Silili so jih, da so delali kot sužnji v rudnikih zlata in da so gradili utrdbe. Zaradi težkega prisilnega dela in mučenja je veliko domorodcev podleglo smrti. Ko so domorodci, s pomočjo preizkusa utopitve enega izmed domnevnih bogov potrdili smrtnost Evropejcev, so se jim začeli upirati. Številni upori, kljub množični premoči, zaradi neprimernega orožja niso imeli pozitivnega učinka. Poleg tega so jim grožnjo predstavljala tudi druga domorodna ljudstva iz severo-vzhodnih Antilov. Leta 1520 je tako tainsko ljudstvo že skoraj popolnoma izginilo. Peščica, ki jih je preživelo, je bilo podvrženih nadaljnjim posledicam zatiranja s strani Evropejcev. Tisti, ki so ostali na otoku so v veliki meri podlegli za posledicam mučenja in boleznim, ki so jih seboj prinesli tujci.

## Družbena struktura
Družbena, politična in religiozna struktura je bila ena izmed najnaprednejših v primerjavi z ostalimi domorodnimi ljudstvi. Skupno ozemlje ljudstva Taino, imenovano caciazgo, je bilo razdeljeno na vasi, yucayeques, katerim so poveljevali poglavarji, imenovani caciques, ki so pridobivali svoje položaje na način dedovanja ali na podlagi kakšnega posebnega dosežka. V času, ko je na otok prišel Krištof Kolumb je imel Portoriko tako približno 20  poglavarjev, caciques. Otok pa ni bil deljen samo na vasi s poglavarjem na čelu, temveč istočasno tudi na dodatna okrožja ter pokrajine.
Družbena struktura Indijskih Tainov je bila sestavljena hierarhično, od najvišjega, do najnižjega sloja prebivalstva. Najpomembnejša oseba znotraj družbe je bil cacique, oziroma šef vasi, ki je vladal nad ostalim ljudstvom. Piramida je bila tako sestavljena iz:
CACIQUES; Vsemogočni poglavarji, ki so izvirali iz najvišjega sloja prebivalstva (nitaínos).  Njihov položaj se je dedoval po ženski strani, to pomeni da je bil naslednik trenutnega poglavarja, sin poglavarjeve najstarejše sestre.
BEHIQUES; Vrači, duhovniki.
NITAÍNOS; Mednje so spadali plemiči, vojaki in obrtniki, ki so imeli zaradi svoje »modre krvi« v lasti druge domorodce. Nitaínos so tako vladali nad Naborías. 
NABORÍAS; Služabniki, ki so spadali v najnižji sloj prebivalstva. Navadno so opravljali težka dela kot so npr. ribolov in lov.

## Prebivalstvo
Ko so Španci dosegli Portoriko se je predvidevalo, da je v Antilih živelo približno 230.000 posameznikov, med katerimi je bilo največ Tainov. Po končani kruti kolonizaciji pa se je zmotno mislilo, da so Španci zbrisali kakršnokoli sled za staroselci, vendar temu ni bilo tako. V Portoriku namreč še dandanes najdemo nekaj zatočišč stare civilizacije. Največ jih lahko najdemo v osrednje-zahodnem predelu otoka in sicer v  drugi najmanjši občini Portorika, v Maricau. Tam živijo potomci ljudstva Taino, ki so preživeli poboj iz leta 1511 ter uspešno pobegnili pred španskimi osvajalci in se nato zatekli v gore Portorika. Danes lahko najdemo le še okoli 500 potomcev te predkolumbovske civilizacije.
Vizualni videz domorodcev se je bistveno razlikoval od Evropejcev. Čeprav so  bili Taini nizke ali srednje rasti je bilo njihovo telo zelo dobro oblikovano in mišičasto. Njihova koža ni bila enotne barve, temveč mešanica med kostanjevo rjavo in oranžno barvo. Načeloma so veljali za manj poraščene ljudi, brez brade, s širokim obrazom, lepimi in močnimi zobmi, polnimi ustnicami in izrazitimi ličnicami. Njihovi lasje so bili v večini črne barve, prav tako kot tudi oči, ki so bile obenem  tudi zelo velike in mandljaste oblike. Staroselci načeloma niso nosili oblek, z izjemo starejših, poročenih žensk, ki so nosile tako imenovani naguas, krilu podobno blago iz bombaža. Ostali so  nosili le neke vrste prepasnice iz bombaža, ovite okoli medeničnega obroča in prsnega predela. Velikokrat so svoje telo prekrivali z rastlinsko maščobo in z različnimi odtenki barv (rdeča, črne, rumene in bele, ki so jih uporabljali tudi kot sredstvo v boju proti insektom, ki so zelo značilni za tropsko področje. 
Ženske so uporabljale tudi nakit kot so na primer zapestnica, ogrlica, amulet in uhani (taguagas), ki pa so jih nosile tako v ušesih kot tudi v nosu.

## Bivališča
Vasi oz. yacayeque so Taini gradili v bližini vode oz. rek in jezer. Prav tako so se ozirali na bližino visokih dreves, ki so jim v sončnih dneh nudila zatočišče pred vročim soncem. Vas je bila obdana z ograjo, iz nje pa je vodilo več poti, ena neposredno do izvira vode. Ob poteh so bili postavljeni stolpi, ki so jih uporabljali kot opazovalnice. Okoli vasi so imeli postavljene neke vrste farm, izven ograje pa so velikokrat gradili igrišča za izvajanje športnih iger.
Navadni ljudje so bivali v okroglih slamnatih hiškah brez oken imenovanih bohíos, medtem ko se je hiša poglavarja imenovala caney. Ta je bila pravokotne oblike in je imela okenske površine. Bile so velikih površin, tako velikih, da je v njih lahko stanovalo 15 družin. Tako bohio kot caney sta vsebovali prostor za skladiščenje oz. shranjevanje. Taini so za skladiščenje uporabljali pletene košare, za kuhanje so uporabljali ognjišča, za sedenje stole, za spanje pa viseče mreže. Bivalni prostori so bili vedno urejeni in čisti.

## Poligamija
Poglavarji vasi so se posluževali pojma poligamije, kar pomeni, da so imeli več žena hkrati. Velikokrat je bil to odraz prekomernosti ženskega spola, primernega za poroko, prav tako pa je bilo tudi nečastno med staroselci, če niso imeli otrok. Njihov statusni in ekonomski položaj jim je omogočal, da so lahko imeli in vzdrževali več žena ter sinov hkrati.  Kljub temu pa je vzrok prakticiranja poligamije temeljil tudi na drugih vzrokih in sicer na konstantnih bitkah Tainov z drugimi karibskimi plemeni, ki so zmanjševale moško populacijo le teh, medtem ko so oni imeli veliko željo po vzdrževanju imperija in obenem tudi prebivalstva. Nižanje moškega prebivalstva ter želja po velikem imperiju sta bila druga dva pomembna faktorja, ki sta podpirala prakticiranje poligamije.

## Religija
Taini so poznali in verjeli v več bogov, kar pomeni, da so bili politeisti. Vera v različne vrste bogov, kot so bog sonca, bog vetra in bog dežja, jim je namreč pomagala razumeti in razložiti vsakodnevne naravne pojave. Njihov kulturni razvoj je bil na zelo visokem nivoju in to jim je pomagalo, da so si lahko izmislili kopico mitov, s katerimi so upravičevali nastanek sveta, sonca, morja in človeka. Svojo vero so izročili najvišjim bogovom, imenovanih Cemis, ki so predstavljali različne naravne ali nerazumljive pojave. Yucahi je bil poznan kot bog poljedelstva, Marohi kot bog lune in  Juracán kot bog neviht. Manj pomembni bogovi so se imenovali Cemies. Taini so namreč verjeli, da so se poglavarji vasi (caciques) in drugi pomembni bojevniki, po svoji smrti spremenili v bogove.
Najpomembnejše božanstvo je predstavljal bog, poznan kot zaščitnik ljudstva, Yocahú, ki so ga poznali tudi pod imenom Yukiyú.
Ljudstvo Taino je bilo prepričano, da se bogovi, v katere so verjeli, prehranjujejo na enak način kot oni, zato so jim redno darovali hrano. Vsaka vas je imela tudi svojega duhovnika, ki je bil poleg poglavarja eden najpomembnejših oseb v vasi.

## Zabava
Taini so se zabavali na različne načine, predvsem s plesom, z glasbo in igro z žogo. Zadnja je bila poznana pod imenom batú in se je izvajala na prostoru, ki se je imenoval batey. Ta igra je vzbudila velik interes med španskimi osvajalci, glede na to, da se je žoga, ki so jo uporabljali odbijala, medtem ko v Evropi take vrste žoge niso poznali. Igra je potekala med dvema ekipama po 30 igralcev, ki so morali ohranjati žogo v zraku z različnimi deli telesa. Roke so bile med igro izključene in se niso smele uporabljati.
Taini so zelo radi plesali. Med plesi je prevladoval obredni ples areíto, ki so ga izvajali ob spremljavi glasbe. Pri tem so uporabljali različne inštrumente, ki so bili po večini narejeni iz tobaka.

## Prehrana
Najpomembnejša prehrana Tainov so bili gomolji in juka, s katere moke se je delal kruh. Prav tako so se prehranjevali z raznimi bučami, papajami, različnimi avtohtonimi sadeži, koruzo, ananasom, črnim grahom, čilijem in fižolom. Koruzo so uporabljali tudi za pridelovanje alkoholne pijače- piva.
Zelo pomembno živilo so bile tudi ribe, ki so jih lovili s pomočjo strupa, ki so ga spustili v vodo, da so jih lažje zajeli. Lovili so tudi druge morske živali kot npr. rake in nabirali ostrige. Ker na otoku ni bilo večjih živali, so na kopnem večinoma lovili ptice, kače in papige. Pripravljali so jih na način, podoben današnjemu žaru.

## Gospodarstvo
Glavna aktivnost ljudstva Taino je bilo poljedelstvo. Kultivirali so tobak, bombaž, poper, sladki krompir in ananas. Gojili so juko, da so lahko ustvarjali alkoholno pijačo, ki se je imenovala Cusubí.
Izdelovali so kanuje, ki so bili narejeni z drevesnih debel. Španski dnevniki pričajo, da je trajalo tudi več mesecev, da so izdelali en kanu. Nekateri izmed teh so lahko prevažali po več ljudi hkrati, tudi do 100 oseb. Te čolne so uporabljali za trgovanje z bližnjimi otoki.
Iz lesa so izdelovali tudi stiskalnike za stiskanje semen koruze in zdravilnih zelišč.  Ko so končali s postopkom stiskanja, so pridobljeno tekočino uporabljali za nanos barve, ki je velikokrat krasila njihova telesa.
Ljudstvo Taino se je na dnevni ravni ukvarjalo predvsem s poljedelstvom, to pa je pripomoglo k razvoju drugih uporabnih obrtnih predmetov, kot so na primer vaze in vrči iz lesa, sekire iz kamna, poslikane tkanine iz bombaža. Poleg tega pa so bili domorodci tudi izvrstni kiparji. Izdelovali so različne vrste predmetov velikih dimenzij, ki so bili namenjeni različnim obredom, izdelovali pa so tudi svoje idole, inštrumente itn. 
Domorodci so bili tudi izvrstni ribiči in odlični lovci.

## Zapuščina
Kljub temu da je španska invazija uničila večino tainske zapuščine, pa vseeno ostajajo nekateri kipi, nakit, orodje, orožje in tkanine, ki pričajo o njihovem obstoju. Poleg tega so tudi številne besede tainskega izvora, ki se jih še dandanes uporabljajo na območju Portorika in Antilov in ki so bile priznane tudi s strani Španske realne akademije (špansko Real Academia Española).
- Anón; Posebna vrsta zelenega sadeža.
- Caney; koča (Venezuela), Hiša poglavarja (Karibi).
- Comején; vrsta insekta iz Južne Amerike.
- Guayaba; vrsta tropskega sadeža, ovalne oblike in rumenkasto-zelene barve. Pogovorno lahko pomeni tudi laž.
- Macana; vrsta orožja. Pomeni lahko tudi šal ali ruto.
- Piragua; kanuju podobno ozko in dolgo plovilo.
- Areito;  vrsta plesa .
- Canoa; kanu.
- Conuco; majhna obdelana parcela.
- Güiro; vrsta inštrumenta.
- Macuto; nahrbtnik.
- Quemí; ameriška vrsta rakuna.
- Arepa; vrsta slaščic, podobna kruhu oz. torti.
- Hamaca; viseča mreža .
- Maíz; koruza.
- Sabana; rjuha.
- Barbacoa; način priprave različnih vrst mesa.
- Caribe; regija, ki obsega Karibsko morje in pripadajoče otoke ter obalo.
- Huracán; orkan.
- Manigua; pragozd.
- Taíno; domorodec, staroselec.
- Batata; sladki krompir.
- Casabe; vrsta torte, palačinki podobne oblike, ki je narejena iz moke juke.
- Guagua; dojenček.
- Hutia; posebna vrste tropske živali, ki je podobna bobru.
- Tiburón; morski pes.